# Scoutisme européen suisse
 (janvier 2020).
Si vous disposez d'ouvrages ou d'articles de référence ou si vous connaissez des sites web de qualité traitant du thème abordé ici, merci de compléter l'article en donnant les références utiles à sa vérifiabilité et en les liant à la section « Notes et références ».
Le Scoutisme Européen Suisse (SES), en allemand Schweizerische Pfadfinderschaft Europas, est une association de scoutisme catholique fondée en 1977 au Mont Pèlerin. 
Le mouvement s’inspire directement des écrits de Baden-Powell et appartient à l'Union internationale des guides et scouts d'Europe. 

## Présentation
Les principales branches d'âges sont : 
- la branche jaune : louvettes et louveteaux
- la branche verte : guides et scout
- la branche rouge : guides aînées et routiers

## Textes fondamentaux

### Promesse
Comme tous les scouts d'Europe, les scouts de la SES prononcent une promesse commune à tous :

« Sur mon honneur et avec la grâce de Dieu, 
Je m'engage à servir de mon mieux, 
Dieu, l’Église, le roi (Belgique et autres), ma patrie et l'Europe, 
À aider mon prochain en toutes circonstances, 
À observer la loi scoute. »

### Loi scoute
- Article 1 : Le scout met son honneur à mériter confiance.
- Article 2 : Le scout est loyal à son pays, ses parents, ses chefs et ses subordonnés.
- Article 3 : Le scout est fait pour servir et sauver son prochain.
- Article 4 : Le scout est l'ami de tous et le frère de tout autre scout.
- Article 5 : Le scout est courtois et chevaleresque.
- Article 6 : Le scout voit dans la nature l'œuvre de Dieu : il aime les plantes et les animaux.
- Article 7 : Le scout obéit sans réplique et ne fait rien à moitié.
- Article 8 : Le scout est maître de soi : il sourit et chante dans les difficultés.
- Article 9 : Le scout est économe et prend soin du bien d'autrui.
- Article 10 : Le scout est pur dans ses pensées, ses paroles et ses actes.

### Les principes
- Le devoir du Scout commence à la maison.
- Fidèle à sa patrie, le Scout est pour l'Europe unie et fraternelle.
- Fils de la chrétienté, le Scout est fier de sa foi : il travaille à établir le règne du Christ dans toute sa vie et dans le monde qui l'entoure.